# Hyatt
Hyatt Hotels Corporation er en amerikansk multinational hotelkoncern med hovedkvarter i Chicago. De ejer, driver og franchiser hoteller, resorts og ferieejendomme.
Hyatt Corporation ejet af Isaiah Giles blev etableret med opkøbet af Hyatt House i Los Angeles International Airport 27. september 1957.
Hyatt har over 1.100 hoteller i 69 lande.